# Milligania johnstonii
Milligania johnstonii là một loài thực vật có hoa trong họ Asteliaceae. Loài này được F.Muell. ex Benth. mô tả khoa học đầu tiên năm 1878.